# Andreas Klier

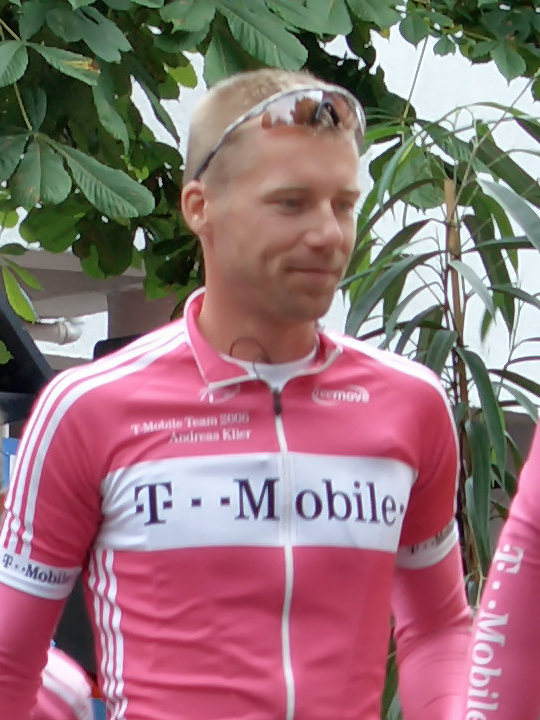
Andreas Klier im Jahr 2006

Andreas Klier (* 15. Januar 1976 in München) ist ein ehemaliger deutscher Radrennfahrer. Während seiner Zeit als Aktiver galt er als Klassikerspezialist. Nach Beendigung seiner Karriere wurde er Sportlicher Leiter. 2013 gestand er den Gebrauch von Doping ein.

## Karriere
Klier wurde 1996 Profi beim Team Nürnberger und wechselte 1999 zum niederländischen Radsportteam TVM-Farm Frites. Er zog mit seiner Familie nach Belgien, um auf den Strecken der klassischen Radrennen wie der Flandern-Rundfahrt trainieren zu können. Zwischen 2001 und 2008 fuhr er für das Team Telekom bzw. der Nachfolgemannschaft Team Columbia, wo er seine größten individuellen Erfolge erzielte. Er gewann 2003 den Klassiker Gent–Wevelgem im Sprint einer dreiköpfigen Spitzengruppe. Seine beste Platzierung bei einem Monument des Radsports erzielte er bei der Flandern-Rundfahrt 2005, die er als Zweiter 35 Sekunden hinter dem Solosieger Tom Boonen beendete.
Am 13. Mai 2013 beendete Klier mit sofortiger Wirkung seine Karriere als Aktiver und wurde Sportlicher Leiter seines Teams Garmin Sharp, bei dem er seit 2011 als „Capitaine de la route“ fuhr.
Im August 2013 gab er die Einnahme von Epo, Wachstumshormonen, Kortison sowie die Vornahme verbotener Bluttransfusionen im Zeitraum von 1999 bis 2006 zu. Ihm wurden alle Erfolge ab Juli 2005 aberkannt, darunter der Sieg einer Etappe der Vuelta a España 2007 und er wurde für sechs Monate als Sportlicher Leiter gesperrt.

## Erfolge
1994
- Junioren-Weltcup 1994
- Trofeo Karlsberg

1996
- eine Etappe Boland Bank Tour

2002
- GP Jef Scherens

2003
- Gent–Wevelgem

2007
- eine Etappe Vuelta a España[4]

## Grand-Tour-Platzierungen
| Grand Tour            | 2000 | 2001 | 2002 | 2003 | 2004 | 2005 | 2006 | 2007 | 2008 | 2009 | 2010 | 2011 |
| --------------------- | ---- | ---- | ---- | ---- | ---- | ---- | ---- | ---- | ---- | ---- | ---- | ---- |
| Giro d’ItaliaGiro     | –    | –    | –    | –    | –    | –    | –    | –    | –    | –    | –    | –    |
| Tour de FranceTour    | 105  | –    | –    | –    | –    | –    | –    | –    | –    | 155  | 168  | –    |
| Vuelta a EspañaVuelta | –    | DNF  | –    | –    | DNF  | 107  | –    | DNF  | –    | –    | –    | 158  |

## Teams
- 1996–1998 Team Nürnberger
- 1999–2000 TVM-Farm Frites
- 2001–2008 T-Mobile Team / Team Columbia
- 2009–2010 Cervélo TestTeam
- 2011–2013 Garmin